# Vriesea barilletii
Vriesea barilletii är en gräsväxtart som beskrevs av Charles Jacques Édouard Morren. Vriesea barilletii ingår i släktet Vriesea och familjen Bromeliaceae. Inga underarter finns listade i Catalogue of Life.